# Primera Liga de Croacia 2004-05
La Prva HNL 2004-05, fue la decimocuarta temporada de la Primera División de Croacia. El campeón fue el club Hajduk Split que consiguió su sexto título a nivel nacional.
El torneo se disputa en una primera fase con partidos de ida y regreso para un total de 22 partidos. Posteriormente se jugó una ronda de playoffs con los seis primeros en disputa del campeón de la temporada y clasificación a copas internacionales y con los seis restantes para determinar un equipo descendido a la 2. HNL.
Los dos equipos descendidos la campaña anterior el Cibalia Vinkovci y el Marsonia Slavonski Brod fueron sustituidos para esta temporada por el NK Pula y el Međimurje Čakovec provenientes de la 2. HNL.

## Tabla de posiciones

### Primera fase
|  |     | Equipo                | PJ | PG | PE | PP | GF | GC | DG  | PTS |
|  | --- | --------------------- | -- | -- | -- | -- | -- | -- | --- | --- |
|  | 1.  | Hajduk Split          | 22 | 13 | 3  | 6  | 39 | 23 | +16 | 42  |
|  | 2.  | HNK Rijeka            | 22 | 10 | 8  | 4  | 37 | 23 | +14 | 38  |
|  | 3.  | Slaven Belupo         | 22 | 11 | 4  | 7  | 29 | 25 | +4  | 37  |
|  | 4.  | Inter Zaprešić        | 22 | 10 | 5  | 7  | 25 | 22 | +3  | 35  |
|  | 5.  | Varteks Varaždin      | 22 | 11 | 1  | 10 | 39 | 30 | +9  | 34  |
|  | 6.  | NK Zagreb             | 22 | 10 | 3  | 9  | 27 | 24 | +3  | 33  |
|  | 7.  | Dinamo Zagreb         | 22 | 9  | 6  | 7  | 38 | 30 | +8  | 33  |
|  | 8.  | Kamen Ingrad Velika   | 22 | 10 | 2  | 10 | 30 | 28 | +2  | 32  |
|  | 9.  | NK Osijek             | 22 | 7  | 9  | 6  | 29 | 32 | -3  | 30  |
|  | 10. | NK Pula (A)           | 22 | 6  | 8  | 8  | 21 | 23 | -2  | 26  |
|  | 11. | NK Zadar              | 22 | 5  | 1  | 16 | 25 | 55 | -30 | 16  |
|  | 12. | Međimurje Čakovec (A) | 22 | 3  | 4  | 15 | 18 | 42 | -24 | 13  |

|  | Grupo campeonato |
|  | Grupo descenso   |

### Grupo Campeonato
|  |    | Equipo           | PJ | PG | PE | PP | GF | GC | DG  | PTS |
|  | -- | ---------------- | -- | -- | -- | -- | -- | -- | --- | --- |
|  | 1. | Hajduk Split     | 32 | 16 | 8  | 8  | 58 | 33 | +25 | 56  |
|  | 2. | Inter Zaprešić   | 32 | 15 | 9  | 8  | 44 | 39 | +5  | 54  |
|  | 3. | NK Zagreb        | 32 | 15 | 5  | 12 | 50 | 42 | +8  | 50  |
|  | 4. | HNK Rijeka       | 32 | 11 | 14 | 7  | 52 | 40 | +12 | 47  |
|  | 5. | Varteks Varaždin | 32 | 14 | 3  | 15 | 53 | 50 | +3  | 45  |
|  | 6. | Slaven Belupo    | 32 | 12 | 9  | 11 | 37 | 41 | -4  | 45  |

### Grupo Descenso
|  |     | Equipo                | PJ | PG | PE | PP | GF | GC | DG  | PTS |
|  | --- | --------------------- | -- | -- | -- | -- | -- | -- | --- | --- |
|  | 7.  | Dinamo Zagreb         | 32 | 12 | 11 | 9  | 55 | 37 | +18 | 47  |
|  | 8.  | NK Osijek             | 32 | 9  | 14 | 9  | 41 | 45 | -4  | 41  |
|  | 9.  | Kamen Ingrad Velika   | 32 | 12 | 5  | 15 | 36 | 39 | -3  | 41  |
|  | 10. | NK Pula (A)           | 32 | 7  | 14 | 11 | 28 | 31 | -3  | 35  |
|  | 11. | Međimurje Čakovec (A) | 32 | 9  | 6  | 17 | 29 | 52 | -23 | 33  |
|  | 12. | NK Zadar              | 32 | 10 | 2  | 20 | 36 | 70 | -34 | 32  |

- (A) : Ascendido la temporada anterior.

|  | Campeón y clasificado a la Liga de Campeones de la UEFA 2005-06. |
|  | Clasificado a la Copa de la UEFA 2005-06.                        |
|  | Playoffs de Promoción-Descenso.                                  |
|  | Desciende a la 2. HNL 2005-06.                                   |

### Promoción
El Međimurje Čakovec mantuvo su lugar en la máxima categoría al superar al NK Novalja club de la 2. HNL.
| 1 de junio de 2005 | Međimurje Čakovec | 2:0 | NK Novalja |  |  |

| 5 de junio de 2005 | NK Novalja | 1:1 | Međimurje Čakovec |  |  |

## Máximos Goleadores
| Posic. | Jugador          | Club          | Goles |
| ------ | ---------------- | ------------- | ----- |
| 1      | Tomislav Erceg   | HNK Rijeka    | 17    |
| 2      | Ivica Žuljević   | NK Međimurje  | 12    |
| 3      | Tomislav Bušić   | Hajduk Split  | 11    |
| 3      | Stjepan Jukić    | NK Osijek     | 11    |
| 3      | Ivica Karabogdan | Slaven Belupo | 11    |
| 3      | Karlo Primorac   | NK Osijek     | 11    |

Fuente: 1.hnl.net